# Canton d'Auxerre-Nord-Ouest
Le canton d'Auxerre-Nord-Ouest est une division administrative française du département de l'Yonne.

## Composition
Le canton d'Auxerre-Nord-Ouest est une fraction cantonale de la commune d'Auxerre
.

## Histoire
Canton créé par le décret du 2 août 1973 en divisant le canton d'Auxerre-Ouest.

## Représentation
| Période               | Identité          | Parti | Qualité                                                                                |
| --------------------- | ----------------- | ----- | -------------------------------------------------------------------------------------- |
| 1973-2008             | Michel Bonhenry   | PS    | Professeur au lycée technique d'Auxerre Maire-adjoint d'Auxerre, propriétaire à Lindry |
| 2008-2009 (démission) | Mireille Le Corre | PS    | Haut-fonctionnaire                                                                     |
| 2009-2015             | Jacques Hojlo     | PS    | Chef d'entreprise Maire-adjoint d'Auxerre                                              |

## Démographie
| 1975 | 1982 | 1990   | 1999   | 2006   | 2011  | 2012  |
| ---- | ---- | ------ | ------ | ------ | ----- | ----- |
| -    | -    | 12 493 | 11 264 | 10 288 | 9 738 | 9 699 |